# 室戸台風
室戸台風（むろとたいふう）は、1934年（昭和9年）9月21日に高知県室戸岬付近に上陸し、京阪神地方を中心として甚大な被害をもたらした台風。記録的な最低気圧・最大瞬間風速を観測し、高潮被害や強風による建物の倒壊被害によって約3,000人の死者・行方不明者を出した。枕崎台風（1945年）、伊勢湾台風（1959年）と並んで昭和の三大台風の一つに数えられる。

## 概要

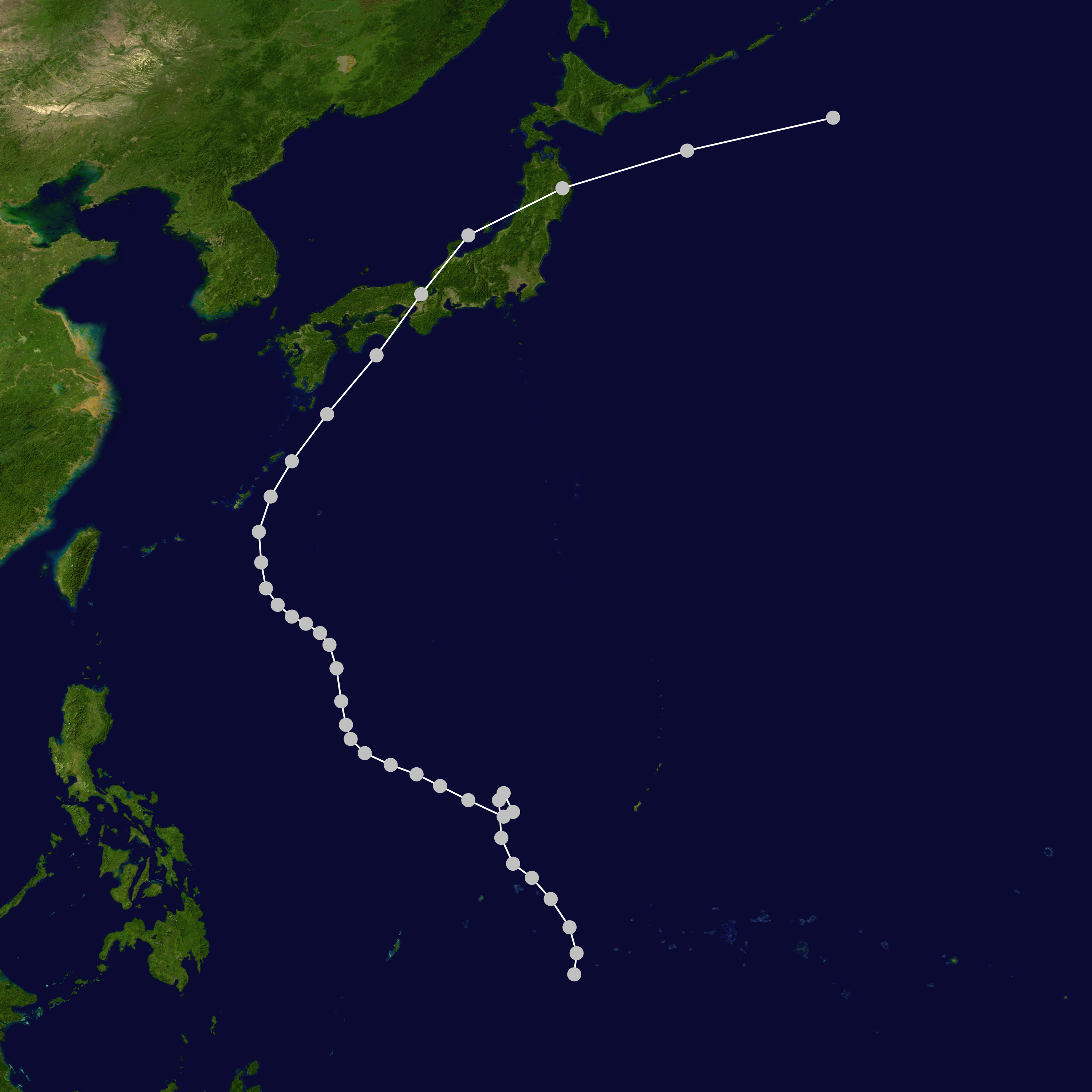
室戸台風の進路

人的被害は、死者2,702人、不明334人、負傷者14,994人。家屋の全半壊および一部損壊92,740棟、床上・床下浸水401,157棟、船舶の沈没・流失・破損27,594隻という被害を出した。
9月21日午前5時頃に高知県室戸岬西方に上陸。上陸時の気圧として911.6ヘクトパスカル（684水銀柱ミリメートル）という数値を観測した。台風は淡路島付近を通過し、午前8時頃に阪神間に再上陸、京都付近を経て若狭湾に出た。台風進路右側では強風のため建造物の倒壊被害が大きく、特に木造校舎の倒壊により児童・教員など学校関係者に多くの犠牲者が出た。また、大阪湾岸では高潮により大きな被害が出た。京阪神地方における被害は「関西風水害」の名で呼ばれる。
因みに、室戸台風には台風番号が付けられていない。台風番号が導入されたのは1953年のことである。このため、室戸台風も含めてその前に発生した台風には台風番号が一部の例外を除いて存在しない。

## 観測記録
室戸岬上陸時の中心気圧は911.6ヘクトパスカルであり、日本本土に上陸した台風の中で観測史上最も上陸時の中心気圧が低い台風である。これは同緯度の台風における中心気圧の最低記録として、いまだに破られていない（ただし、台風の正式な統計は1951年（昭和26年）から開始されたため、この記録は参考記録扱いとされる）。
当時、中央気象台付属室戸測候所では最大瞬間風速60m/sを観測したのを最後に観測機が故障し、正確な数値は分かっていない。なお、建築基準法の「耐風性」は2000年（平成12年）に改正されるまで、速度圧の基準が高さ15mにおける室戸台風の推定最大瞬間風速約63m/sを基に定められていた。
| 順位 | 名称                               | 国際名   | 中心気圧（hPa） | 観測年月日                | 観測地点           |
| ---- | ---------------------------------- | -------- | --------------- | ------------------------- | ------------------ |
| 1    | 沖永良部台風 （昭和52年台風第9号） | Babe     | 907.3           | 1977年（昭和52年）9月9日  | 沖永良部（鹿児島） |
| 2    | 宮古島台風 （昭和34年台風第14号）  | Sarah    | 908.1           | 1959年（昭和34年）9月15日 | 宮古島（沖縄）     |
| 3    | 室戸台風                           | -        | 911.6           | 1934年（昭和9年）9月21日  | 室戸岬（高知）     |
| 4    | 平成15年台風第14号                 | Maemi    | 912.0           | 2003年（平成15年）9月11日 | 宮古島（沖縄）     |
| 5    | 枕崎台風 （昭和20年台風第16号）    | Ida      | 916.1           | 1945年（昭和20年）9月17日 | 枕崎（鹿児島）     |
| 6    | 第2室戸台風 （昭和36年台風第18号） | Nancy    | 918.0           | 1961年（昭和36年）9月15日 | 名瀬（鹿児島）     |
| 7    | 昭和5年8月の台風 （名称なし）      | -        | 922.0           | 1930年（昭和5年）8月9日   | 南大東島（沖縄）   |
| 8    | 昭和38年台風第14号                 | Gloria   | 923.5           | 1963年（昭和38年）9月10日 | 石垣島（沖縄）     |
| 9    | 平成18年台風第13号                 | Shanshan | 923.8           | 2006年（平成18年）9月16日 | 西表島（沖縄）     |
| 10   | 平成16年台風第18号                 | Songda   | 924.4           | 2004年（平成16年）9月5日  | 名護（沖縄）       |

| 順位     | 名称                               | 国際名   | 中心気圧（hPa） | 上陸日時                        | 上陸地点     |
| -------- | ---------------------------------- | -------- | --------------- | ------------------------------- | ------------ |
| 1        | 第2室戸台風 （昭和36年台風第18号） | Nancy    | 925             | 1961年（昭和36年）9月16日 9時   | 室戸岬西方   |
| 2        | 伊勢湾台風 （昭和34年台風第15号）  | Vera     | 929             | 1959年（昭和34年）9月26日 18時  | 潮岬西方     |
| 3        | 平成5年台風第13号                  | Yancy    | 930             | 1993年（平成5年）9月3日 16時    | 薩摩半島南部 |
| 4        | ルース台風 （昭和26年台風第15号）  | Ruth     | 935             | 1951年（昭和26年）10月14日 19時 | 串木野市付近 |
| 5        | 令和4年台風第14号                  | Nanmadol | 940             | 2022年（令和4年）9月18日 19時   | 鹿児島市付近 |
| 5        | 平成3年台風第19号                  | Mireille | 940             | 1991年（平成3年）9月27日 16時   | 佐世保市南   |
| 5        | 昭和46年台風第23号                 | Trix     | 940             | 1971年（昭和46年）8月29日 23時  | 佐多岬       |
| 5        | 昭和40年台風第23号                 | Shirley  | 940             | 1965年（昭和40年）9月10日 8時   | 安芸市付近   |
| 5        | 昭和40年台風第15号                 | Jean     | 940             | 1965年（昭和40年）8月6日 4時    | 牛深市付近   |
| 5        | 昭和39年台風第20号                 | Wilda    | 940             | 1964年（昭和39年）9月24日 17時  | 佐多岬       |
| 5        | 昭和30年台風第22号                 | Louise   | 940             | 1955年（昭和30年）9月29日 22時  | 薩摩半島     |
| 5        | 昭和29年台風第5号                  | Grace    | 940             | 1954年（昭和29年）8月18日 2時   | 鹿児島県西部 |
| （参考） | 室戸台風                           |          | 911.6           | 1934年（昭和9年）9月21日        | 室戸岬西方   |
| （参考） | 枕崎台風 （昭和20年台風第16号）    | Ida      | 916.3           | 1945年（昭和20年）9月17日       | 枕崎町付近   |

## 被害状況

### 四国地方

#### 高知県
上陸地である高知県は、進路が東寄りであったため直撃されたものの比較的被害は少なかったが、それでも安芸郡を中心に高知県全体で死者81名、行方不明者34名、負傷者399名を数え、家屋の全半壊4521戸、床上浸水3711戸を記録している。
また、安芸郡羽根村から室戸岬町の沿岸には高波が押し寄せ、大被害を受けた。

### 中国地方

#### 岡山県
- 岡山市内を流れる旭川が氾濫した。後楽園の建物が被害を受けた。

### 近畿地方

#### 京阪神の被害概況

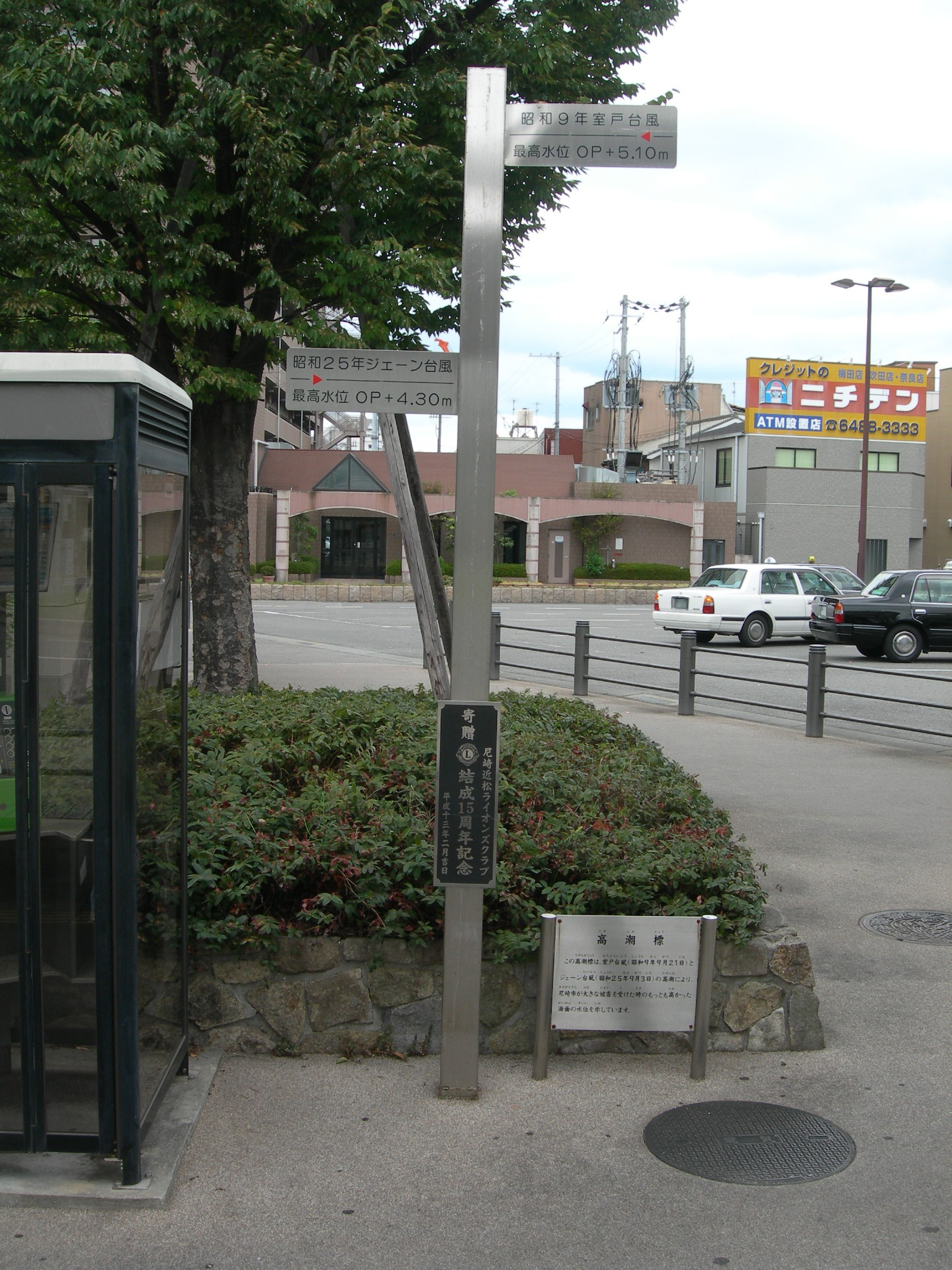
JR尼崎駅南口（兵庫県尼崎市）に立つ室戸台風（上）とジェーン台風（下）での高潮水位を示す表示。室戸台風時の水位としてOP+5.10mを示している。

台風は午前8時頃に、大阪と神戸の間に再上陸した。
再上陸時には満潮を過ぎていたがまだ潮位は高かったことと最大瞬間風速60m/sという強風により、4メートルを超える高潮が発生した。高潮に関しては、大阪港の築港路上の記録として30分の間に200cmを超える海水の流入があり、地盤沈下の影響もあり滞留した内水と押し寄せる海水の影響で、大阪城付近まで湛水したという。あまりの急な水位の上昇に避難が間に合わず、大阪湾一帯で溺死した者は1,900名以上と推定されている。
暴風に関しては、学校や寺院を筆頭に、比較的大きな建築物に被害が相次いだ。特に、木造の小学校校舎では児童・教職員に多数の犠牲者を出した。

#### 大阪府
大阪市内の小学校244校と実業補習学校2校のうち、構造的に劣る古い木造校舎を使用していた180校480棟全てが全壊・半壊・大破した。被災を免れたのは鉄筋コンクリート造りおよび1928年（昭和3年）以降建築の耐震型最新式木造校舎の66校のみであった。台風が最大風速に達したのは、折悪しく登校時刻の午前8時前後であり、強風が直撃した木造校舎は一瞬にして粉砕崩壊し、あるいは押し倒されるように倒壊した。校舎内にいた児童や職員、また心配して迎えに来た保護者に多数の犠牲者を出した。大阪市内の小学校内における死者は合計267名（職員7名・使丁2名・児童251名・保護者7名）に達し、重軽傷者は合計1571名に上った。校外における死者18名、重軽傷者610名に対して、校舎の破壊によっていかに多くの校内死傷者を出したかが分かる。大阪城公園には死者を慰霊する塔（教育塔）が建てられている。
大阪市西淀川区外島町（現：中島2丁目北西部）にあったハンセン病療養所「外島保養院」では、高波によって患者173名、職員3名、職員家族11名、拡張工事関係者9名の計196名が死亡した。生存患者は一時別の療養所に移されたが、1938年（昭和13年）に光明園（現：国立療養所邑久光明園）が岡山県に設立されて移動した。外島保養院跡地の北西、中島川沿いに記念碑がある。なお、旧外島町や布屋町の辺りは1950年のジェーン台風でついに海没し、以降13年間放置されていたが、4年がかりで再陸地化されて現在に至っている。
大阪市天王寺区の四天王寺では、1812年（文化9年）に建造された五重塔と仁王門がバラバラに吹き砕かれ全壊。金堂が大破傾斜する大被害を出した。

#### 京都府
京都府では京都市内・乙訓・山城地域に被害が集中した。府域の被害は、死者240名、負傷者1258名・全壊家屋2890戸、半壊家屋4096戸。
京都市内の淳和校（現：西院小学校）では校舎が倒壊（児童を守るためにわが身を投げ出し殉職した松浦訓導の慰霊碑が知恩院にある）。両洋中学では倒壊した校舎内で薬品が自然発火し、生き埋めになっていた生徒20名が焼死した。そのほか西陣小学校・下鳥羽校・向島校で倒壊した校舎で多数の死亡者が出た。京都府女子師範学校付属中学・京都第二中学・平安中学・紫野中学などで校舎が被災した。
神社仏閣の被害は神社関係では上賀茂神社・下賀茂神社の国宝建築物や伏見稲荷大社の大鳥居など21棟が倒壊、170社以上が被害を被った。寺院では知恩院・西本願寺・建仁寺方丈・醍醐三宝院純浄庵など27寺院が倒壊、900を超える寺院で被害が出た。このほかにも上京区役所・勧業館・岡崎公会堂本館・京都病院・宇多野療養所などが全半壊したり大破した。
また周辺山地で倒木や折損が多数発生したが、多くは回収や復旧処理が行われず、翌1935年（昭和10年）6月の豪雨（京都大水害、鴨川水害）では倒木が河川に流出して被害を拡大させる結果となった。

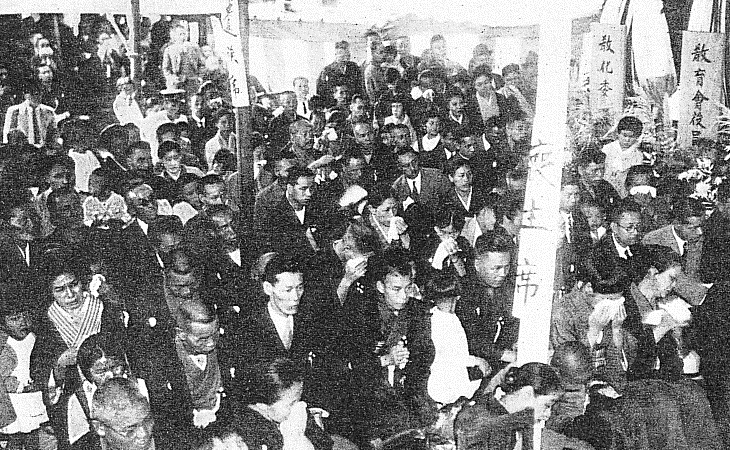
室戸台風の慰霊祭

#### 滋賀県
滋賀県全体で死者47人、負傷者641人を出した。
草津市北山田町の山田尋常小学校では21日午前8時45分頃校舎が倒壊し、児童死者17人、教員死者１人、児童重傷15人、教員重傷2人と軽傷者122人を出した。
東海道線の瀬田川橋梁上では急行車両が強風により脱線・転覆し、11名が死亡、202名が負傷した（日本の鉄道事故 (1949年以前)#東海道線瀬田川鉄橋急行列車脱線転覆事故参照）。同じく野洲川橋梁でも貨物列車が転覆している。
また、堅田の浮御堂が全壊した。

### 放送局の被害状況
本台風は日本でラジオ放送が開始されて以来最初の全国的自然災害であった。防災ツールとしての役割が期待されたラジオ放送局自身が被災したことで、同年の函館大火とともに、放送局の防災体制に大きな課題を残した。
- NHK徳島放送局 - 局舎が浸水したほか、停電のため約15時間30分にわたって放送を停止した[12]。
- NHK岡山放送局 - 停電のため、約29時間41分にわたって放送を停止した[12]。
- NHK大阪中央放送局 - 千里送信所（当時）の送信アンテナが故障。また停電のため、約30時間43分にわたり継続放送を取りやめ、非常用蓄電池を用いての短時間ずつの放送を行った[12]。
- NHK京都放送局 - 停電のため、約9時間にわたって放送を停止した[12]。
- NHK長野放送局 - 送信アンテナが強風で切断されて放送が中断。翌日までに復旧させたが、非常用電源が故障したため、放送の再開が遅れた[12]。

このほか各地の放送局で、他局との中継や業務連絡のための回線などが被害を受けた。

## 被害写真

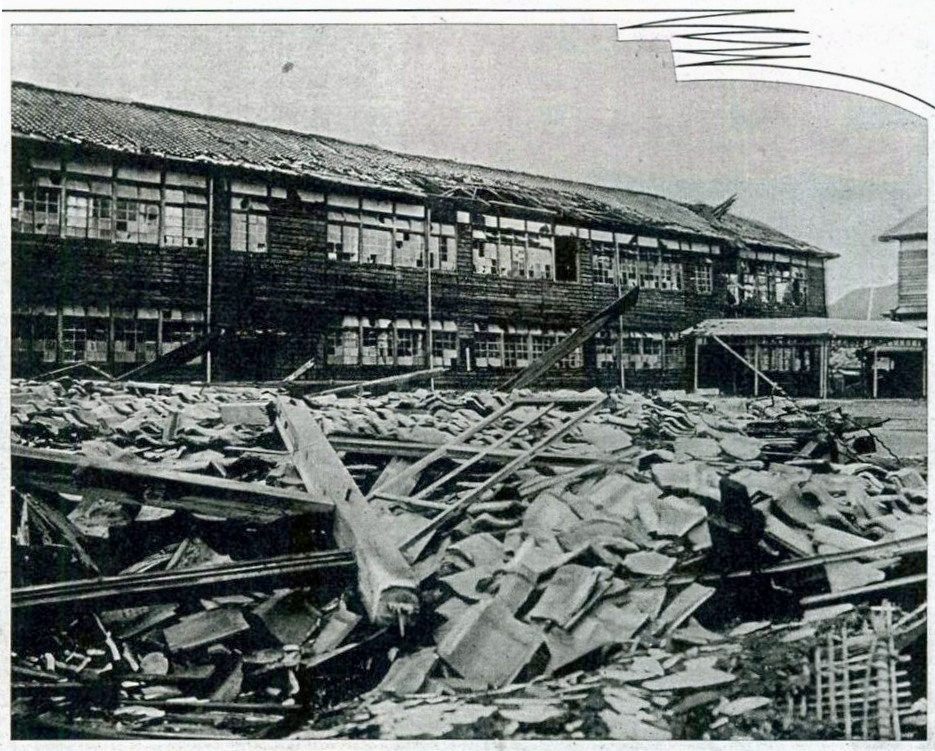
京都山科の勧修小学校における被害
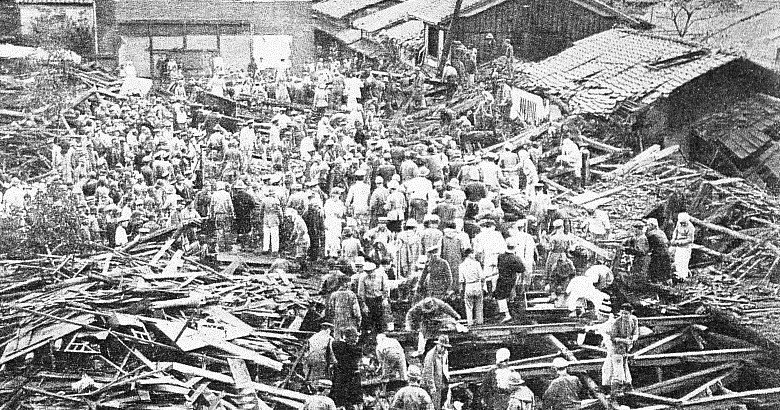
全壊した京都西陣小学校
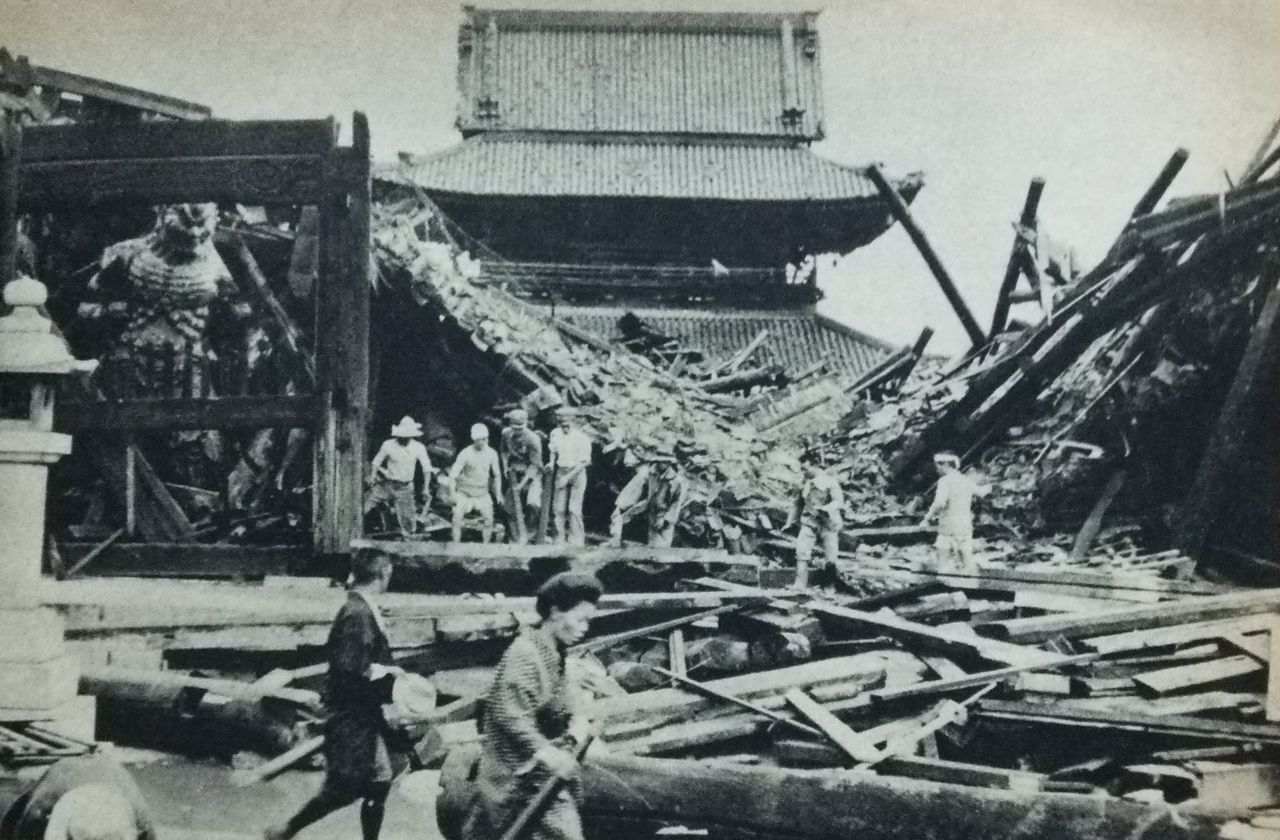
台風通過後の四天王寺
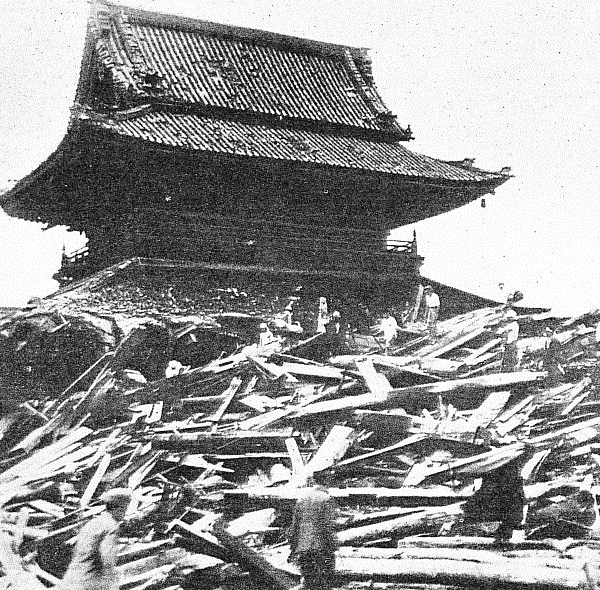
全壊した四天王寺の五重塔
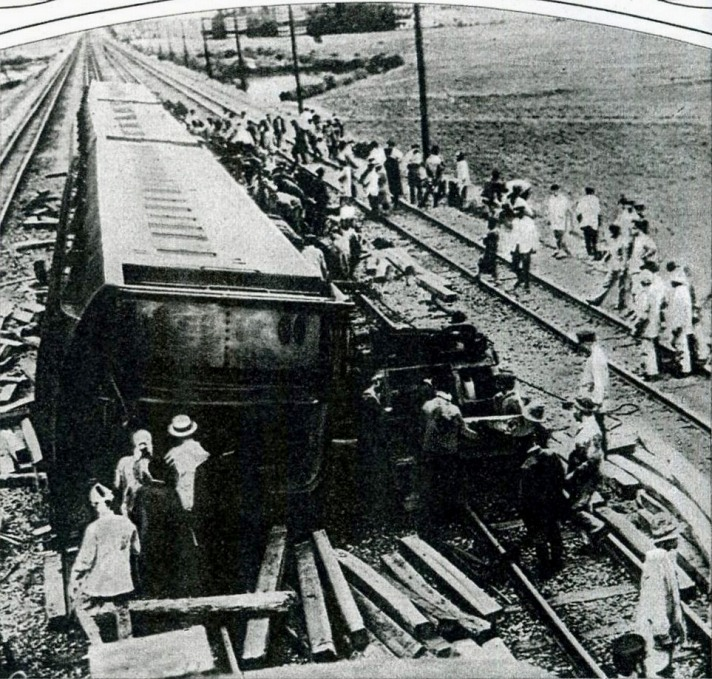
暴風により摂津富田駅付近で横転した列車（車体と台車が分離してしまっている）
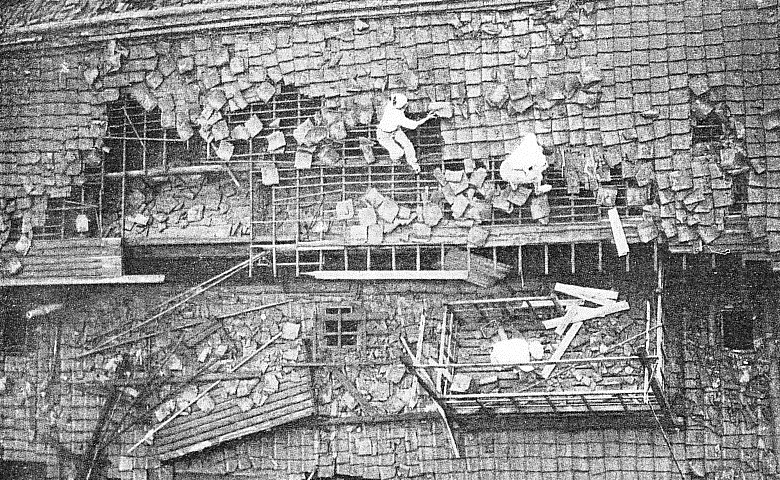
台風通過後の天王寺
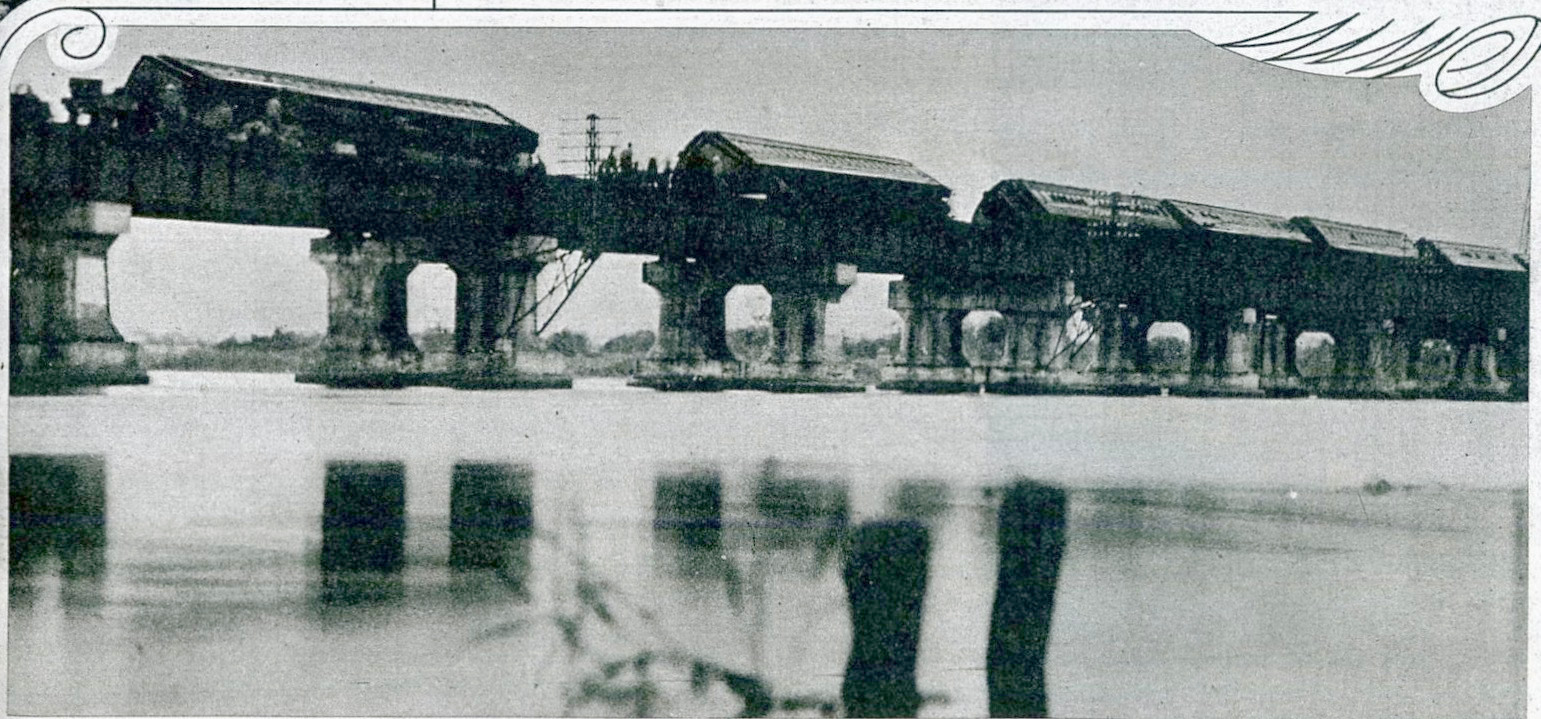
東海道線瀬田川橋梁での列車横転事故（遠景）
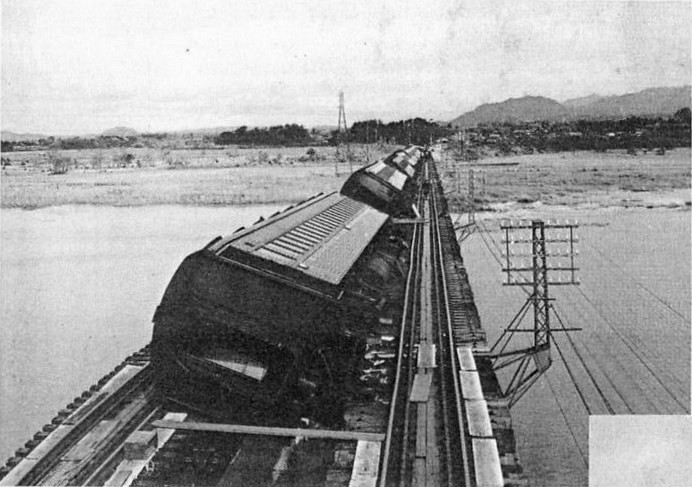
瀬田川橋梁上で暴風により横転した車両
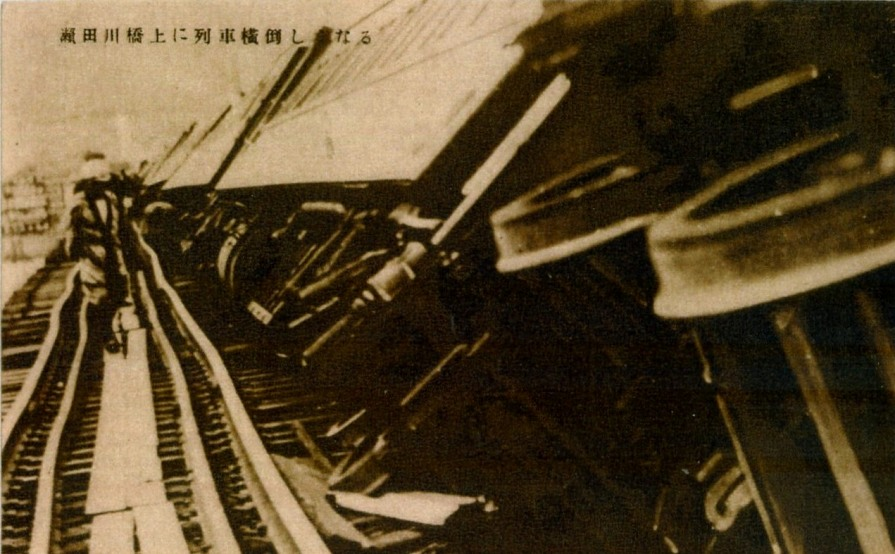
列車の横転事故（至近距離からの画像）